# Heather Ward
Heather Ward (* 1938, verheiratete Heather Nielsen) ist eine ehemalige englische Badmintonspielerin.

## Karriere
Heather Ward gewann von 1954 bis 1957 vier Juniorentitel in England in Folge. 1958 siegte sie erstmals bei den All England. International war sie auch in Thailand, Schweden, Südafrika, Wales, Irland und den Niederlanden erfolgreich.

## Erfolge
| Saison | Veranstaltung                             | Disziplin   | Platz | Name                                |
| ------ | ----------------------------------------- | ----------- | ----- | ----------------------------------- |
| 1954   | England: Einzelmeisterschaft der Junioren | Dameneinzel | 1     | Heather Ward                        |
| 1955   | England: Einzelmeisterschaft der Junioren | Damendoppel | 1     | Heather Ward / S. A. Hole           |
| 1955   | England: Einzelmeisterschaft der Junioren | Dameneinzel | 1     | Heather Ward                        |
| 1955   | England: Einzelmeisterschaft der Junioren | Mixed       | 1     | A. P. Billingham / Heather Ward     |
| 1956   | England: Einzelmeisterschaft der Junioren | Damendoppel | 1     | Heather Ward / Jennifer Pritchard   |
| 1956   | England: Einzelmeisterschaft der Junioren | Dameneinzel | 1     | Heather Ward                        |
| 1956   | England: Einzelmeisterschaft der Junioren | Mixed       | 1     | A. E. Flashman / Heather Ward       |
| 1957   | England: Einzelmeisterschaft der Junioren | Mixed       | 1     | Peter Waddell / Heather Ward        |
| 1957   | England: Einzelmeisterschaft der Junioren | Damendoppel | 1     | Heather Ward / M. A. Bonney         |
| 1957   | England: Einzelmeisterschaft der Junioren | Dameneinzel | 1     | Heather Ward                        |
| 1957   | English Invitation Tournament             | Dameneinzel | 1     | Heather Ward                        |
| 1958   | All England                               | Damendoppel | 1     | Margaret Varner / Heather Ward      |
| 1958   | Scottish Open                             | Dameneinzel | 1     | Heather Ward                        |
| 1959   | Belgian International                     | Damendoppel | 1     | Heather Ward / Barbara Carpenter    |
| 1959   | Belgian International                     | Mixed       | 1     | Hugh Findlay / Heather Ward         |
| 1959   | Südafrikanische Meisterschaft             | Dameneinzel | 1     | Heather Ward                        |
| 1959   | Südafrikanische Meisterschaft             | Damendoppel | 1     | Heather Ward / Barbara Carpenter    |
| 1959   | Welsh International                       | Damendoppel | 1     | Heather Ward / P. E. Broad          |
| 1959   | Welsh International                       | Dameneinzel | 1     | Heather Ward                        |
| 1959   | Thailändische Meisterschaft               | Dameneinzel | 1     | Heather Ward                        |
| 1959   | Irish Open                                | Dameneinzel | 1     | Heather Ward                        |
| 1959   | Thailändische Meisterschaft               | Mixed       | 1     | Raphi Kanchanaraphi / Heather Ward  |
| 1959   | Welsh International                       | Mixed       | 1     | Hugh Findlay / Heather Ward         |
| 1959   | All England                               | Dameneinzel | 1     | Heather Ward                        |
| 1966   | Dutch Open                                | Damendoppel | 1     | Heather Nielsen / Jennifer Horton   |
| 1968   | Südafrikanische Meisterschaft             | Dameneinzel | 1     | Heather Ward Nielsen                |
| 1970   | All England                               | Dameneinzel | 2     | Heather Nielsen                     |
| 1973   | All England                               | Damendoppel | 3     | Judy Hashman / Heather Nielsen-Ward |
| 1974   | Swedish Open                              | Damendoppel | 1     | Barbara Giles / Heather Nielsen     |

## Referenzen
- All England Champions 1899-2007
- Statistiken des englischen Verbandes